# Aschersonia cubensis
Aschersonia cubensis är en svampart som beskrevs av Berk. & M.A. Curtis 1868. Aschersonia cubensis ingår i släktet Aschersonia och familjen Clavicipitaceae.   Inga underarter finns listade i Catalogue of Life.